# Stegna (powiat sochaczewski)
Stegna – wieś w Polsce położona w województwie mazowieckim, w powiecie sochaczewskim, w gminie Iłów. Ma status sołectwa.
| SIMC    | Nazwa        | Rodzaj    |
| ------- | ------------ | --------- |
| 0566606 | Nowa Stegna  | część wsi |
| 0566612 | Stara Stegna | część wsi |

W latach 1975–1998 miejscowość należała administracyjnie do województwa płockiego.